# Wilhem Friedrich Riese
Friedrich Wilhelm Riese (Berlino, 24 febbraio 1807 – Napoli, 15 novembre 1879) è stato uno scrittore e drammaturgo tedesco.

## Biografia
Riese è stato un grande librettista e drammaturgo del XIX secolo. Ha pubblicato spesso utilizzando lo pseudonimo di "Wilhelm Friedrich"  derivato in parte dal suo nome di battesimo.
Nel periodo in cui lavorò ad Amburgo, per il locale Thalia Theater, scrisse più di 100 opere in francese, inglese e italiano, commedie in particolare. Nel 1838 conobbe il compositore Friedrich von Flotow e con la sua collaborazione scrisse il libretto per le sue opere Alessandro Stradella (1844) e Martha (1847).
Nel 1852 Riese si trasferì a Napoli, dove morì il 15 novembre 1879.